# Arutha conDoin
Arutha conDoin è un personaggio immaginario creato dallo scrittore Raymond E. Feist che appare nei romanzi della Saga Di Riftwar e nel videogioco Return to Krondor, entrambi ambientati nel mondo fantasy di Midkemia.
È un personaggio secondario nel primo libro della Saga Di Riftwar, Il Signore della Magia (Magician, 1982), mentre ricopre il ruolo di personaggio principale nei due capitoli seguenti della trilogia, L'incantesimo di Silverthorn (Silverthorn, 1985) e Scontro a Sethanon (A Darkness at Sethanon, 1986). In seguito appare nelle serie The Riftwar Legacy e Krondor's Sons (Prince of the Blood, 1989, e The King's Buccaneer, 1992).
È il Principe di Krondor, Lord-Maresciallo del Reame Occidentale e degli Eserciti dell'Occidente del Re, ed Erede al Trono di Rillanon, la capitale del Regno delle Isole e del Regno Orientale. È il figlio maschio più giovane del Duca Borric conDoin di Crydee e di sua moglie Catherine, zia del Re delle Isole Rodric IV.
Viene descritto come una persona dall'oscuro stato d'animo, decisamente meno simpatico di suo fratello maggiore Lyam, di 2 anni più grande di lui. Come figlio maschi minore, da lui ci si aspettava che intraprendesse una carriera militare nelle terre di confine o che ricevesse un incarico minore. Ha una sorella minore, Carline. Fu addestrato dal Maestro di Spada Fannon, da Padre Tully e dal mago Kulgan. Il suo rispetto per Kulgan ebbe un tale impatto su di lui, che più tardi nella sua vita chiese di avere un mago come consigliere, allo stesso modo in cui suo padre fu consigliato da Kulgan. Da bambino fu colpito dalla cintura di suo padre soltanto una volta, come punizione: gli bastò quell'unica occasione per apprendere che il padre si aspettava che i suoi ordini fossero eseguiti.
In Return to Krondor, in seguito al ritiro di Kulgan, Arutha ottiene come nuovo mago di corte Jazhara, una giovane nobildonna della regione di Kesh. A riceverla alle porte della città invia lo scudiero James, suo amico ed allievo di spada, protagonista di Return to Krondor e personaggio ricorrente nei romanzi di Feist.